# Die goldene Göttin vom Rio Beni
Die goldene Göttin vom Rio Beni ist ein deutsch-französisch-spanischer Abenteuerfilm aus dem Jahr 1964 mit Pierre Brice, René Deltgen und Harald Juhnke in den Hauptrollen.

## Handlung
Um Harry, einen verschollenen Fliegerkameraden, zu suchen, unternehmen die beiden Freunde Jim und Tom, beide Piloten einer international operierenden Ölgesellschaft, eine von abenteuerlichen Ereignissen begleitete Rettungsaktion, die sie in den brasilianischen Dschungel führt. Harrys letztes Lebenszeichen stammt vom Rio Beni, wohin Jim und Tom mit ihrem Wasserflugzeug starten. Vermutlich musste Harry dort notlanden. Eine mysteriöse Karte, die Kopie eines spanischen Dokumentes aus dem 16. Jahrhundert, verweist auch auf einen Tempel und eine goldene Göttin-Statue.
Im Amazonas-Gebiet müssen sich die beiden Europäer mit von dem Flussschiffer Jeff angeführten Schurken, die selbst auf der Suche nach dem Goldschatz sind, herumprügeln und sich Wurfspeeren, Blasrohren, todbringenden Fallen sowie Giftpfeilen wie -schlangen erwehren. Eine „Gefahr“ ganz anderer Art erwartet Jim, den eine wasserstoffblonde Sirene namens Aloa, die als „weiße Göttin“ verehrt wird (in Wahrheit aber lediglich die im Urwald aufgewachsene Tochter eines deutschen Arztes ist), heftig anflirtet. Eines Tages gerät der gesamte Trupp, dem sich einige Einheimische und der heruntergekommene Abenteurer Bernard angeschlossen haben, in einen Hinterhalt: Kopfjäger nehmen Aloa gefangen, ein vor ihr baumelnder Schrumpfkopf insinuiert, dass ihr Schicksal besiegelt zu sein scheint. Die Männer unternehmen eine Befreiungsaktion. Und ganz nebenbei wird auch noch Harry gefunden.

## Produktionsnotizen
Die goldene Göttin vom Rio Beni wurde vor Ort in Brasilien (Rio de Janeiro, den Sete-Quedas-Wasserfällen und im Amazonas-Gebiet) gedreht. Der Film passierte die FSK-Prüfung am 28. August 1964, die Uraufführung erfolgte am 4. September 1964.
Für den 60-jährigen Franz Eichhorn war dies der letzte Spielfilm. Die Bauten entwarf der Spanier (mit deutschen Wurzeln) Wolfgang Burmann. Franz Thierry war Produktionsleiter. Die deutschen Dialoge stammen von Gustav Kampendonk.

## Kritiken
„Konventioneller Abenteuerfilm mit interessanten Landschaftsaufnahmen, aber auch einigen Grausamkeiten.“

Paimann’s Filmlisten resümierte: „Herkömmliche Story mit ebensolchen Figuren.“